# Championnats du monde de triathlon longue distance 1997
Les Championnats du monde de triathlon longue distance 1997 présentent les résultats des championnats mondiaux longue distance de triathlon en 1997 organisés par la fédération internationale de triathlon.
Ces 4e championnats se sont déroulés à Nice en France le 8 juin 1997 dans le cadre du Triathlon international de Nice.

## Distances
| Distances course (kilomètres) | Distances course (kilomètres) | Distances course (kilomètres) |
| Natation                      | Vélo                          | Course à pied                 |
| ----------------------------- | ----------------------------- | ----------------------------- |
| 4                             | 120                           | 30                            |

## Résultats

### Hommes
| Rang   | Nom                       | Pays           | Temps           |
| ------ | ------------------------- | -------------- | --------------- |
| Or     | Luc Van Lierde            | Belgique       | 5 h 35 min 44 s |
| Argent | Rob Barel                 | Pays-Bas       | 5 h 39 min 47 s |
| Bronze | Jean-Christophe Guinchard | Suisse         | 5 h 41 min 00 s |
| 4      | Peter Sandvang            | Danemark       | 5 h 43 min 08 s |
| 5      | Christoph Mauch           | Suisse         | 5 h 46 min 42 s |
| 6      | David Hyam                | Afrique du Sud | 5 h 48 min 01 s |
| 7      | Anton van Zyl             | Afrique du Sud | 5 h 49 min 43 s |
| 8      | Vasilis Krommidas         | Grèce          | 5 h 49 min 56 s |
| 9      | Olivier Marceau           | France         | 5 h 50 min 10 s |
| 10     | Conrad Stoltz             | Afrique du Sud | 5 h 51 min 36 s |

### Femmes
| Rang   | Nom                        | Pays        | Temps           |
| ------ | -------------------------- | ----------- | --------------- |
| Or     | Ines Estedt                | Allemagne   | 6 h 14 min 23 s |
| Argent | Isabelle Mouthon-Michellys | France      | 6 h 21 min 23 s |
| Bronze | Virginia Berasategui       | Espagne     | 6 h 25 min 51 s |
| 4      | Christine de Wit           | Pays-Bas    | 6 h 33 min 28 s |
| 5      | Mieke Suys                 | Belgique    | 6 h 35 min 57 s |
| 6      | Béatrice Mouthon           | France      | 6 h 37 min 33 s |
| 7      | Sophie Delemer             | France      | 6 h 45 min 44 s |
| 8      | Julie Nievergelt           | États-Unis  | 6 h 43 min 29 s |
| 9      | Jackie Corrigan            | Royaume-Uni | 6 h 51 min 03 s |
| 10     | Nerea Martínez             | Espagne     | 6 h 53 min 57 s |

## Tableau des médailles
| Rang  | Nation    | Or | Argent | Bronze | Total |
| ----- | --------- | -- | ------ | ------ | ----- |
| 1     | Allemagne | 1  | 0      | 0      | 1     |
| -     | Belgique  | 1  | 0      | 0      | 1     |
| 3     | France    | 0  | 1      | 0      | 1     |
| -     | Pays-Bas  | 0  | 1      | 0      | 1     |
| 5     | Espagne   | 0  | 0      | 1      | 1     |
| -     | Suisse    | 0  | 0      | 1      | 1     |
| Total | Total     | 2  | 2      | 2      | 6     |